# Universidade Estadual da Paraíba
A Universidade Estadual da Paraíba (UEPB) é uma universidade pública brasileira, com sede em Campina Grande na Paraíba, e com campi nas cidades de Lagoa Seca, Guarabira, Catolé do Rocha, João Pessoa, Patos, Monteiro e Araruna.
Fundada pela Lei Municipal nº 23 de 15 de março de 1966, como Universidade Regional do Nordeste (URNe), funcionou inicialmente como autarquia municipal de Campina Grande.  Em 11 de outubro de 1987 pela Lei nº 4.977, sancionada pelo então governador Tarcísio Burity, a URNe foi estadualizada tornando-se Universidade Estadual da Paraíba.
Também faz parte da universidade o Museu de Arte Popular da Paraíba (MAPP), projetado pelo arquiteto Oscar Niemeyer, que acolhe trabalhos dos mais talentosos artistas paraibanos.

## Campi

Mapa do estado da Paraíba mostrando os municípios com campus da UEPB.
Cidade-sede (Campina Grande);
Municípios com campus universitário (João Pessoa, Guarabira, Monteiro, Catolé do Rocha, Araruna, Lagoa Seca e Patos);

A UEPB possui oito campi e um total de 46 cursos de graduação e 2 de nível técnico. A universidade destaca-se pelo expressivo número de programas de pós-graduação, dezoito no total.

### CampusI

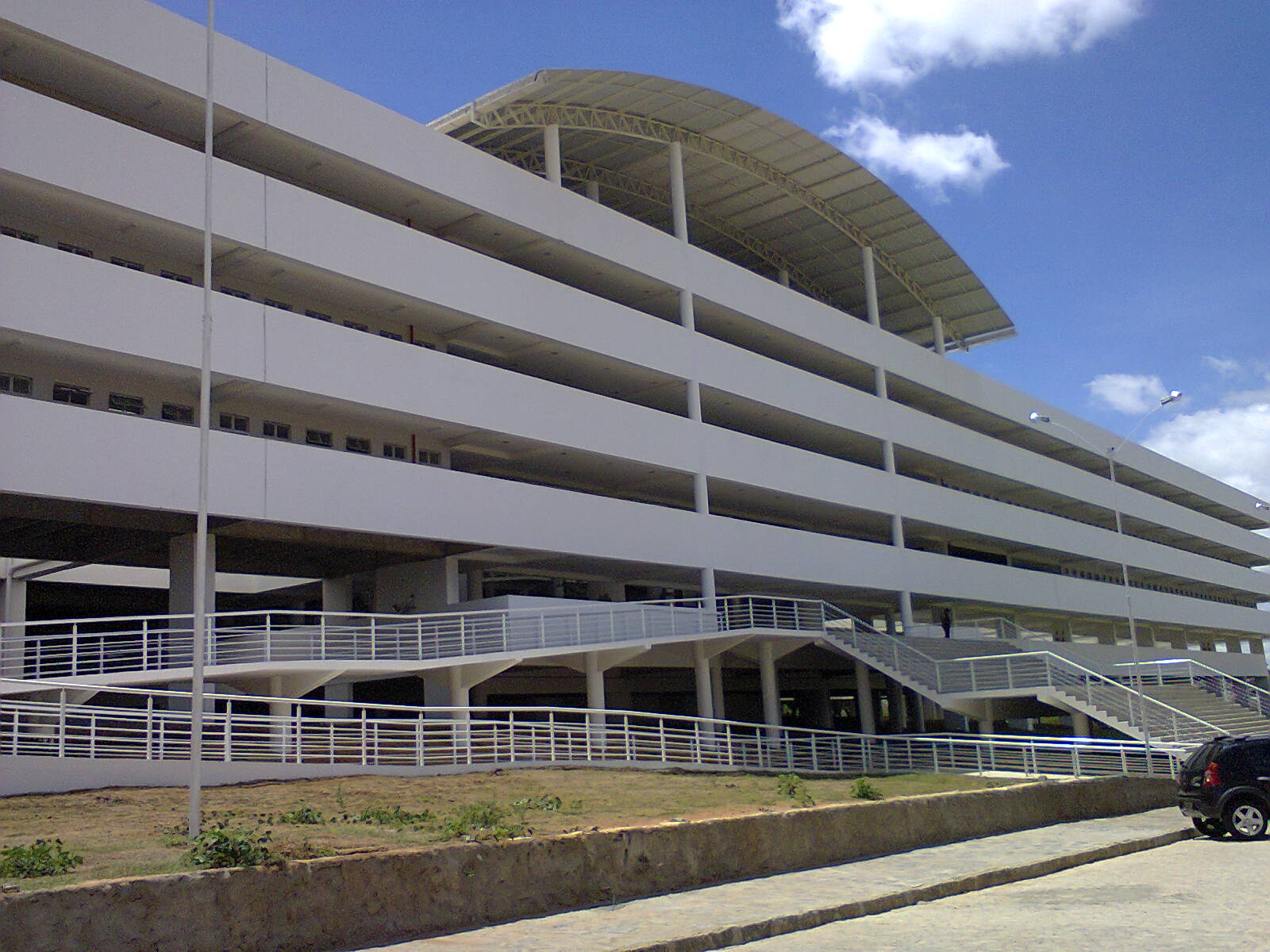
Centro de Integração Acadêmica da UEPB, que abriga os cursos do Centro de Educação (CEDUC) e do Centro de Ciências Sociais Aplicadas (CCSA).

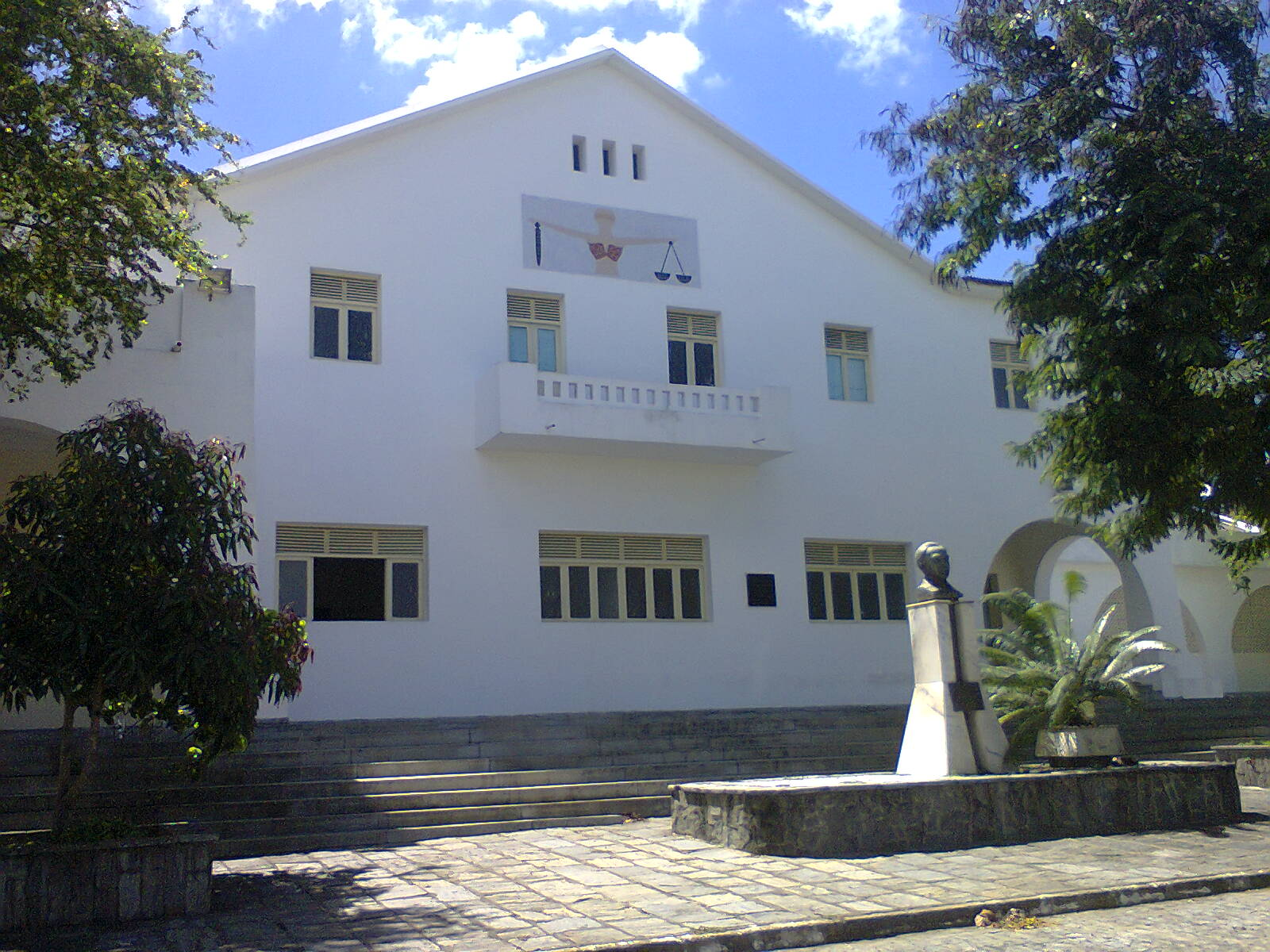
Faculdade de Direito do Centro de Ciências Jurídicas da Universidade Estadual da Paraíba.

O campus I está localizado na cidade de Campina Grande. O campus leva o nome do economista Edvaldo de Souza do Ó, um dos fundadores da Instituição.
Em julho de 1966, Edvaldo do Ó foi eleito vice-reitor e mais tarde assumiu a reitoria da Universidade Regional do Nordeste, que veio se tornar UEPB e exerceu o reitorado até 10 de abril de 1969.
O campus I é a sede da Reitoria e da Administração Central da UEPB, onde funcionam suas pró-reitorias e principais coordenações. Abriga cinco centros: CCBS, CCT, CCSA, CCJ e CEDUC.
Centro de Ciências Biológicas e da Saúde (CCBS)
Centro de Ciências e Tecnologia (CCT)
Centro de Ciências Jurídicas (CCJ)
Centro de Ciências Sociais e Aplicadas (CCSA)
Centro de Educação (CEDUC)

### CampusII
O Campus II está localizado na cidade de Lagoa Seca e abriga o Centro de Ciências Agrárias e Ambientais (CCAA). Foi em criado em 7 de fevereiro de 2007.
Centro de Ciências Agrárias e Ambientais - CCAA

### CampusIII
O Campus III está localizado na cidade de Guarabira, no Agreste Paraibano, e abriga o Centro de Humanidades (CH). O CH foi incorporado à UEPB em 26 de novembrode 1987, conta com mais de 70 ambientes, distribuídos em dois prédios. As antigas instalações em que funcionam as coordenações de curso, CPD, Direção de Centro e salas de aulas. Funcionam duas copiadoras, sala de professores, bateria de banheiros e centros acadêmicos. No novo prédio (anexo CH), funciona o auditório, biblioteca, sala de projetos de pesquisa, e ambienta da pós-graduação, com salas de aulas, laboratórios de informática e geoprocessamento, além da coordenação das pós-graduações em nível de especialização.
Centro de Humanidades (CH)

### CampusIV
O Campus IV está localizado na cidade de Catolé do Rocha e está inserido numa das regiões onde fica evidenciado de que as transformações socioeconômicas ocorridas nos dois últimos decênios não foram suficientes para a erradicação da pobreza absoluta rural e urbana, onde marcadamente os jovens são penalizados, pois se deslocam para os grandes centros sem perspectivas de concluírem seus estudos em curso superior. O Campus IV ainda abriga o Polo de Sousa, ofertando o curso Superior Tecnólogo em Energias Renováveis. O Campus IV abriga o Centro de Ciências Humanas e Agrárias (CCHA).
Centro de Ciências Humanas e Agrárias (CCHA)

### CampusV
O Campus V está localizado na cidade de João Pessoa e abriga o Centro de Ciências Biológicas e Sociais Aplicadas (CCBSA). Foi inaugurado em 28 de agosto de 2006. Inicialmente, funcionava nas dependências da Escola do Serviço Público da Paraíba - ESPEP. No ano de 2008, foi criada a Unidade 2 que funcionou na Avenida Epitácio Pessoa para onde foi transferido apenas o Curso de Relações Internacionais. Até 2010 o Campus estava centralizado em uma unidade na Avenida Monsenhor Walfredo Leal no bairro de Tambiá. Atualmente ela se encontra na Antiga Escola Estadual de Ensino Fundamental e Médio Escritor José Lins do Rêgo na Rua Horácio Trajano de Oliveira, no bairro do Cristo Redentor. Além do ensino superior, hoje a universidade também funciona com ensino médio no período da tarde.
Centro de Ciências Biológicas e Sociais Aplicadas (CCBSA)

### CampusVI
O Campus VI está localizado na cidade de Monteiro, no cariri paraibano, e abriga o Centro de Ciências Humanas e Exatas (CCHE).
Centro de Ciências Humanas e Exatas (CCHE)

### CampusVII
O Campus VII está localizado na cidade de Patos, no sertão paraibano, e abriga  Centro de Ciências Exatas e Aplicadas (CCEA) </ref> Vale salientar que o projeto de construção do moderno campus tem a assinatura do arquiteto Oscar Niemeyer.
Centro de Ciências Exatas e Aplicadas (CCEA)

#### Histórico
A solenidade de formalização do processo de instalação da UEPB em Patos, com a assinatura de mensagem ao Conselho Universitário, aconteceu em 10 de janeiro de 2006, no Forúm Miguel Sátyro, presidida pelo governador da Paraíba, Cássio Cunha Lima, com a presença da reitora Marlene Alves, deputado Rômulo Gouveia - presidente da Assembleia Legislativa, Maria América de Assis e Castro - secretária executiva de Educação, parlamentares estaduais, federais, prefeitos da região e representantes de entidades classistas. Naquela época a instituição de ensino superior já funcionava nas cidades de Campina Grande, Lagoa Seca, Guarabira e Catolé do Rocha, contando com 31 cursos, cerca de 12 mil alunos e 800 professores e 400 funcionários.
O Centro de Ciências Exatas e Sociais Aplicadas (CCESA) da Universidade Estadual da Paraíba - UEPB, Campus VII, chegou a Patos através da Resolução 08/2006, com Ciências Exatas, na modalidade de licenciatura plena, com habilitação em química, física e matemática, curso criado pela Resolução 16/2006, do CONSUNI, justificado pela carência de professores formados nessa área de conhecimento, minimizando a multiplicação de leigos em escolas públicas e particulares; Administração, criado pela Resolução 016/2006, com a proposta de formação profissional para as diferentes funções de controle, análise e planejamento das atividades empresariais, especialmente nas áreas de Finanças, Marketing, Recursos Humanos, Informática e Gestão. com reorganização das disciplinas científicas e estruturas pedagógicas, capazes de enfrentar as mudanças oriundas da globalização, focadas nas pequenas e médias empresas, no momento em que o Estado da Paraíba apresentava um número proporcional de vinte novos negócios para cada baixa e Licenciatura em Computação - criado através da Resolução 017/2016, em meio à importância dos equipamentos digitais e aplicativos eletrônicos no armazenamento e tratamento de dados, baseado nas diretrizes curriculares estabelecidas pelo Ministério da Educação e o perfil sugerido pela Sociedade Brasileira de Informática, com o domínio de técnicas e formação profissional didático-pedagógica, primando pelos conteúdos específicos: Banco de Dados, Inteligência Artificial e Programação.
O Centro de Ciências Exatas e Sociais Aplicadas (CCESA), da Universidade Estadual da Paraíba - UEPB, Campus VII, funcionou até dezembro de 2008 nas dependências da antiga Escola Profissional Miguel Sátyro, no bairro Belo Horizonte, quando, através de permuta com a Escola Normal, passou a ocupar as dependências do antigo Colégio Capitão Manoel Gomes, que recebeu investimentos da ordem de 100 mil reais, melhorando, consideravelmente, a sua estrutura.
Em 2010, a UEPB, Campus de Patos, já contava com o trabalho de 49 professores, a maioria de outras cidades, incluindo docentes procedentes de São Paulo; 18 funcionários e 1.100 alunos. Na segunda década do século XX, já dava suporte considerável ao setor Coureiro Calçadista, beneficiando os fabricantes de fundo de quintal e ampliando o seu trabalho de extensão através de varias modalidades: Cursos Comunitários (preparação dos alunos carentes rumo à Universidade); Curso Básico de Informática (noções simples, repassadas a partir do Ensino Fundamental); Juventude Rural (exibição de filmes educativos direcionados ao homem do campo); Laboratório Itinerante (percorrendo escolas com noções e experiências nas áreas de Química, Física e Matemática); Compostagem de Lixo (conscientização, manuseio a aproveitamento); Hortas de Plantas Medicinais (orientação na produção e tratamento natural, a partir da utilização de plantas com o poder de cura); Empresa Júnior de Administração (laboratório de aquisição e desenvolvimento de conhecimentos indispensáveis ao administrador de empresas da região); Softwares Educativos para Crianças e Jovens (ferramentas para o aprendizado de alunos do fundamental ao médio de maneira lúdica e criativa), dentre outras modalidades, baseada nas vocações locais.
Em julho de 2010, aconteceu a colação de grau da primeira turma. Naquele momento a Universidade Estadual da Paraíba, Campus de Patos, juntamente com as demais escolas de ensino superior, já movimentava recursos da ordem de 20 milhões de reais por ano, constituindo um ponto fundamental na economia local.
A Biblioteca Setorial Professor Virgílio Trindade foi inaugurada em 2011, em meio as comemorações do quinto aniversário do campus, e conta com um acervo de cerca de 9.000 (nove mil) exemplares. Vale salientar que em 2013 foi implementado os serviços automatizados.
A biblioteca, que faz parte do Sistema Integrado de Biblioteca (SIB) da UEPB, abrange títulos principalmente das áreas de Administração, Computação, Física e Matemática, que oferecem apoio às atividades de ensino, pesquisa e extensão do cursos do campus.

### CampusVIII
O Campus VIII é o mais novo da universidade no processo de expansão e está localizado na cidade de Araruna. Foi inaugurado em 20 de setembro de 2010. É composto pelo Centro de Ciências, Tecnologia e Saúde (CCTS).
Centro de Ciências, Tecnologia e Saúde (CCTS)